# Campionati del mondo di atletica leggera indoor 1995 - 400 metri piani maschili
I 400 metri piani si sono tenuti il 10, l'11 e il 12 marzo 1995 presso lo stadio Palau Sant Jordi di Barcellona.

## Risultati

### Batterie
Qualificazione: i primi due di ogni batteria (Q) e i 2 seguenti migliori tempi (q) vanno alle Semifinali.

#### Batteria 1
Venerdì 10 marzo 1995
| Posizione | Corsia | Nome             | Nazionalità               | Tempo | Note |
| --------- | ------ | ---------------- | ------------------------- | ----- | ---- |
| 1         | -      | Calvin Davis     | Stati Uniti               | 46"99 | Q    |
| 2         | -      | Eswort Coombs    | Saint Vincent e Grenadine | 47"17 | Q    |
| 3         | -      | Ashraf Saber     | Italia                    | 47"18 | q    |
| 4         | -      | Wilson Cañizales | Colombia                  | 49"32 |      |
| 5         | -      | Hong-Wa Lei      | Macao                     | dns   |      |
| 6         | -      | Mohamad Shaman   | Giordania                 | dns   |      |

#### Batteria 2
| Posizione | Corsia | Nome           | Nazionalità | Tempo | Note |
| --------- | ------ | -------------- | ----------- | ----- | ---- |
| 1         | -      | Darnell Hall   | Stati Uniti | 46"32 | Q    |
| 2         | -      | Sunday Bada    | Nigeria     | 46"79 | Q    |
| 3         | -      | Mikhail Vdovin | Russia      | 47"20 | q    |
| 4         | -      | Seiji Inagaki  | Giappone    | 47"59 |      |
| 5         | -      | Paul Slythe    | Regno Unito | 47"66 |      |

#### Batteria 3
| Posizione | Corsia | Nome                  | Nazionalità | Tempo | Note |
| --------- | ------ | --------------------- | ----------- | ----- | ---- |
| 1         | -      | Ibrahim Ismail Muftah | Qatar       | 47"59 | Q    |
| 2         | -      | Carlos Silva          | Portogallo  | 47"99 | Q    |
| 3         | -      | Hiroyuki Hayashi      | Giappone    | 48"07 |      |
| 4         | -      | Bülent Eren           | Turchia     | 49"09 |      |
| 5         | -      | Mark Hylton           | Regno Unito | 50"26 |      |
| 6         | -      | Antonio Sánchez       | Spagna      | dnf   |      |

#### Batteria 4
| Posizione | Corsia | Nome                | Nazionalità   | Tempo | Note  |
| --------- | ------ | ------------------- | ------------- | ----- | ----- |
| 1         | -      | Karsten Just        | Germania      | 47"63 | Q     |
| 2         | -      | Ju-il Shon          | Corea del Sud | 47"74 | Q     |
| 3         | -      | Benyounés Lahlou    | Marocco       | 48"07 |       |
| 4         | -      | Désiré Pierre-Louis | Mauritius     | 48"14 |       |
| 5         | -      | Mukandila Kabongo   | RD del Congo  | 51"60 |       |
| 6         | -      | Andrea Nuti         | Italia        | dq    | 141.3 |

#### Batteria 5
| Posizione | Corsia | Nome                   | Nazionalità | Tempo | Note |
| --------- | ------ | ---------------------- | ----------- | ----- | ---- |
| 1         | -      | Julian Voelkel         | Germania    | 47"33 | Q    |
| 2         | -      | Michael Joubert        | Australia   | 47"34 | Q    |
| 3         | -      | Evripides Demosthenous | Cipro       | 47"95 |      |
| 4         | -      | Bouchaib Belkaid       | Marocco     | 48"01 |      |
| 5         | -      | Muhamed Amin           | Pakistan    | 50"23 |      |
| 6         | -      | Kennedy Ochieng        | Kenya       | dns   |      |

### Semifinali
Qualificazione: i primi quattro di ogni semifinale (Q) vanno in finale.

#### Semifinale 1
Sabato 11 marzo 1995
| Posizione | Corsia | Nome           | Nazionalità               | Tempo | Note |
| --------- | ------ | -------------- | ------------------------- | ----- | ---- |
| 1         | -      | Sunday Bada    | Nigeria                   | 46"41 | Q    |
| 2         | -      | Calvin Davis   | Stati Uniti               | 46"53 | Q    |
| 3         | -      | Carlos Silva   | Portogallo                | 46"94 | Q,   |
| 4         | -      | Ashraf Saber   | Italia                    | 47"33 | Q    |
| 5         | -      | Eswort Coombs  | Saint Vincent e Grenadine | 47"63 |      |
| 6         | -      | Julian Voelkel | Germania                  | 47"81 |      |

#### Semifinale 2
| Posizione | Corsia | Nome                  | Nazionalità   | Tempo | Note |
| --------- | ------ | --------------------- | ------------- | ----- | ---- |
| 1         | -      | Mikhail Vdovin        | Russia        | 46"91 | Q    |
| 2         | -      | Darnell Hall          | Stati Uniti   | 46"92 | Q    |
| 3         | -      | Ju-il Shon            | Corea del Sud | 47"48 | Q    |
| 4         | -      | Karsten Just          | Germania      | 47"53 | Q    |
| 5         | -      | Michael Joubert       | Australia     | 47"78 |      |
| 6         | -      | Ibrahim Ismail Muftah | Qatar         | dns   |      |

### Finale
| Record mondiale       | Michael Johnson | 44"63 | Atlanta | 4 marzo 1995 |
| Record dei Campionati | Butch Reynolds  | 45"26 | Toronto | 3 marzo 1993 |
| Capolista stagionale  | Michael Johnson | 44"63 | Atlanta | 4 marzo 1995 |

Domenica 12 marzo 1995, ore 18:35.
| Pos.    | Corsia | Atleta         | Età | Nazione       | Tempo | Note             |
| ------- | ------ | -------------- | --- | ------------- | ----- | ---------------- |
| Oro     | -      | Darnell Hall   | 23  | Stati Uniti   | 46"17 |                  |
| Argento | -      | Sunday Bada    | 25  | Nigeria       | 46"38 |                  |
| Bronzo  | -      | Mikhail Vdovin | 28  | Russia        | 46"65 |                  |
| 4       | -      | Carlos Silva   | 20  | Portogallo    | 46"87 | Record nazionale |
| 5       | -      | Ju-il Shon     | 25  | Corea del Sud | 46"90 | Record asiatico  |
| 6       | -      | Calvin Davis   | 22  | Stati Uniti   | 47"19 |                  |